# عبد الرحمن عبد الله آل محمود
عبد الرحمن آل محمود الشّريف من مواليد الدوحة عام 1953 م وهو رئيس المحاكم الشرعية بدولة قطر بدرجة وزير.

## حياته ونشأته
تلقى تعليمه الابتدائي والثانوي في قطر ونشأ في بيت علم فوالده هو الشيخ عبد الله بن زيد آل محمود رئيس المحاكم الشرعية وأحد كبار العلماء والأفاضل في منطقة الخليج العربي وإليه مرجع الفتوى وكان مجلسه رحمه الله يضم كبار القوم وطلبة العلم من دولة قطر وغيرها من الدول الشقيقة. تلقى الشيخ عبد الرحمن دراسته الجامعية في الأزهر في كلية الشريعة والقانون وحصل على الدرجة الجامعية في الشريعة والقانون عام 1975 م. وفي عام 1980 م حصل الشيخ على درجة الماجستير في الشرعية الإسلامية والقانون العام من كلية الحقوق في جامعة القاهرة. وقد عمل الشيخ عبد الرحمن وكيلاً لرئاسة المحاكم الشرعية والشؤون الدينية في الفترة من 1993 م وهي الدوائر التي تشرف على القضاء الشرعي والأوقات والمساجد والشؤون الدينية في دولة قطر وهي وزارة الأوقاف والشؤون الإسلامية حاليا. وفي 11 يوليو 1995 م عين رئيساً للمحاكم الشرعية بدرجة وزير وقد شارك الشيخ في وفود دولة قطر للمؤتمرات المختلفة وعلى مستوى دول مجلس التعاون الخليجي وجامعة الدول العربية ومنظمة المؤتمر الإسلامي كما شارك في العديد من المؤتمرات الإسلامية والدولية الأخرى.

## مسيرته
ومن أعمال الشيخ عبد الرحمن آل محمود تأسيسه مجلة الأمة والتي كانت تصدر عن رئاسة المحاكم الشرعية والشؤون الدينية حيث أشرف عليها حتى تاريخ توقفها في ذي الحجة من عام 1406هـ وهي من المجلات التي ذاع صيتها وأصبح لها مكانتها بين المجلات المشابهة . وهو نائب رئيس مجلس إدارة دار الشرق للطباعة والنشر والتوزيع من يوليو 1989 م كما ساهم في تأسيس جريدة الشرق القطرية وإعادة تنظيم الدار وهو عضو مؤسس في الهيئة الخيرية الإسلامية العالمية في الكويت ومنظمة الدعوة الإسلامية في الخرطوم وعضو المجلس الأعلى العالمي للمساجد في مكة المكرمة وعضو مجلس أمناء الجامعة الإسلامية في إسلام أباد ورئيس لجنة شؤون الحج التابعة لوزارة الأوقاف والشؤون الإسلامية والتي الإشراف على تسير حملات الحج وتنظيمها في عام 1994 م وعضو المنظمة الأمريكية للإدارة عام 1994 م كما ترأس مجلس إدارة مصرف قطر الإسلامي منذ إنشائه عام 1983 م وحتى 1996 م حيث قدم استقالته من منصبه عند تعينه رئيساً للمحاكم وقد تم اختياره رئيساً فخرياً للمصرف . وعام 1991 م تم تقليد الشيخ عبد الرحمن وسام جمهورية مصر العربية للعلوم والفنون من رئيس الجمهورية . وللشيخ من الولد: بدر وماجد وفهد وخالد. كما يتقن الشيخ عبد الرحمن اللغتين الإنجليزية والفرنسية وقد نشر أسمه في عدد من الكتب المتخصصة في نشر تراجم الشخصيات البارزة, مثل who's who in the world? وتعني هذه الترجمة بالشخصيات البارزة في العالم و .
Who's who in the Arab World? وتعني بالشخصيات البارزة في العالم العربي .Who's who in the Arab Banking? وتعني هذه الترجمة برجال الصناعة المصرفية أو البنكية العربية.